# Fasanenstraße 47 (Ludwigsburg)

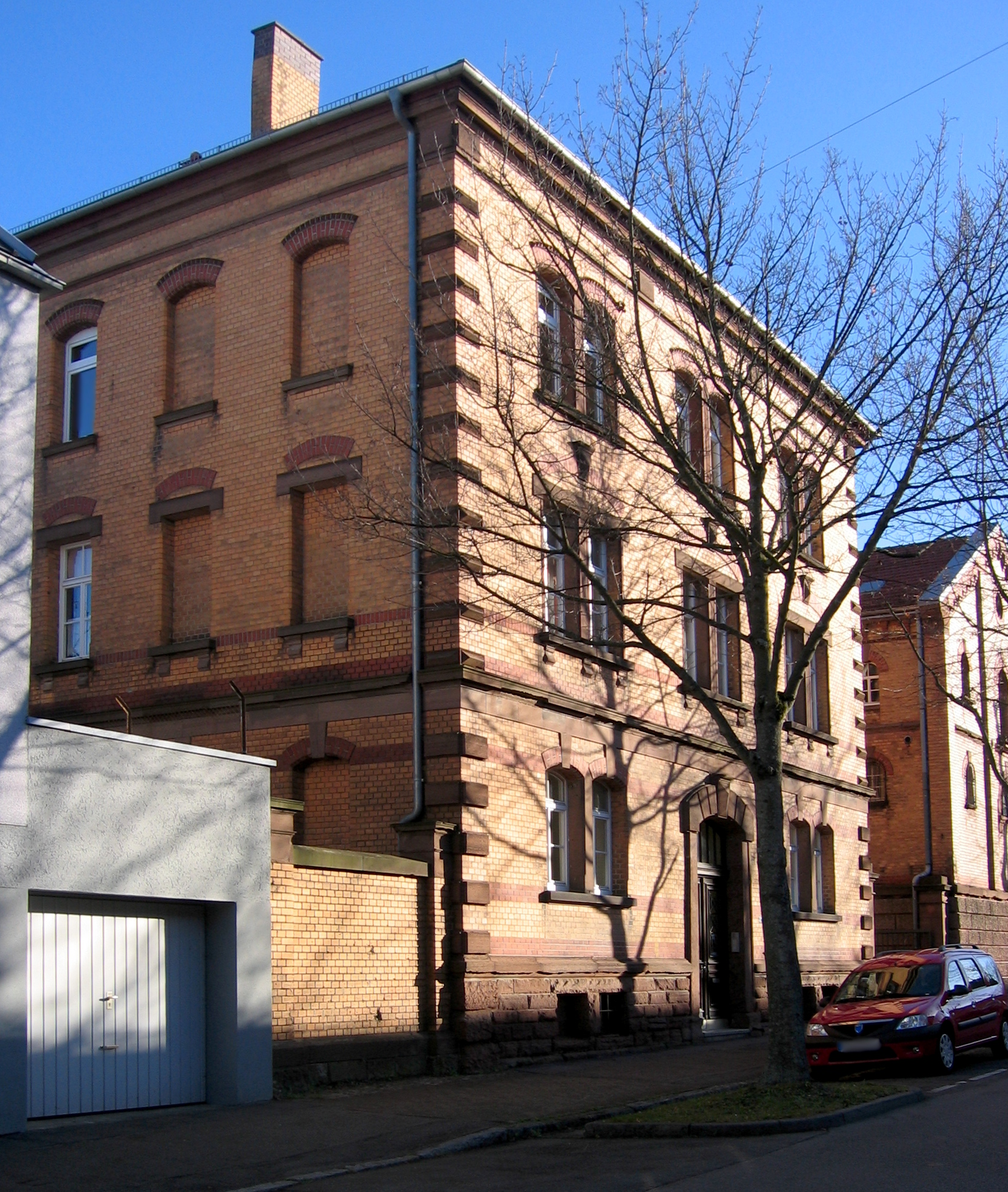
Gebäude Fasanenstraße 47 in Ludwigsburg

Das Gebäude Fasanenstraße 47 in Ludwigsburg, einer Stadt im nördlichen Baden-Württemberg, wurde 1892 als Wohngebäude für verheiratete Militärangehörige der früheren Luitpoldkaserne errichtet. Daneben, an der Alt-Württemberg-Allee 40, steht das Mannschaftsgebäude der Kaserne. 
Das heutige Behördengebäude ist ein geschütztes Kulturdenkmal.
Das dreigeschossige historisierende Backsteinbau mit zweifarbiger Fassadengliederung durch Hausteinelemente wurde im Jahr 1936 aufgestockt.